# Chahid
Pour les articles homonymes, voir Chahid (homonymie).
 (avril 2016).
Un chahid (arabe : شَهيد [šahīd], martyr) est celui que l'on considère comme un martyr dans les pays arabes, du point de vue de l'islam ou des gouvernements. Le sens du mot arabe est proche de celui du mot grec (μάρτυς, gén. μάρτυρος [martüros], témoin) puisque le mot chahid (i bref) (شَاهِد [šāhid], témoin; spectateur) signifie lui aussi témoin. Il s'agit évidemment de témoigner de sa foi. En Égypte, l'appellation est attribuée par le gouvernement, même si les familles de personnes décédées s'en réclament, et dans les années récentes spécialement pour les victimes de la révolution de 2011.
Ce terme, qui possède un sens plus large que le sens chrétien (celui qui est tué pour ne pas renier sa religion), est utilisé pour désigner ceux qui meurent à cause du Jihad.

## Étymologie
Utilisé en français, le nom commun chahid est masculin singulier. Son pluriel est chahids ou chouhada(s), (شُهَدَاء / šuhadāʾ). Le féminin de chahid est chahida au singulier, et chahidate(s) au pluriel,,.
Le mot chahid provient de la racine ش ه د (š-h-d) composée des trois consonnes shīn, hā et dāl, et qui désigne le fait d'observer, d'être présent à et d'être témoin de.
En français, la graphie châhid — avec un accent circonflexe sur le a — est utilisée pour « témoin » (شَاهِد / šāhid) ; la graphie chahîd — avec un accent circonclexe sur le i — l'est pour « martyr » (شهيد / šahīd),,.
Le lien entre « témoin » et « martyr » n'est pas propre à l'arabe puisque, par exemple, en français, « martyr » est emprunté au latin ecclésiastique martyr qui provient du grec ancien μάρτυς (mártus) — gén. μάρτυρος (márturos) — qui signifie « témoin ».
D'autre part, châhid (شَاهِد / šāhid) est l'intensif de chahîd (شهيد / šahīd),. La signification première de châhid serait ainsi « grand témoin ». Il aurait acquis sa signification secondaire « martyr » par influence du syriaque sahedo signifiant « témoin-martyr »,.

## Interprétation(s)
Si pour le christianisme, le martyre est essentiellement un témoignage de foi qui se fait dans l'amour y compris pour les juges et les bourreaux, le chahid de l'islam peut être un soldat qui meurt en combattant pendant le jihâd ; il se voit promettre le paradis :
Que ceux qui veulent échanger la vie présente contre celle de l'au-delà combattent dans le chemin de Dieu ! Qu'ils succombent ou qu'ils soient vainqueurs, Nous leur accorderons une généreuse récompense.
Le Coran IV ; 74
"Qu'ils succombent ou qu'ils soient vainqueurs" lors d'un combat spirituel ou physique signifie "Qu'ils meurent ou qu'ils ne meurent pas", ils défendent avant tout la vie.
Dans l'islam, la taqiya autorise la dissimulation de sa foi pour échapper au danger. En revanche, le combattant du jihad qui meurt au combat est un martyr. Pour les chiites, les principaux martyrs sont Ali quatrième calife, assassiné par les kharijites en 661 et son fils Husayn, qui trouva la mort à Kerbala dans une bataille contre le calife Yazid Ier en 680. Chez les chiites duodécimains majoritaires en Iran, le martyre de Husayn est un élément central qui a d'ailleurs investit l'idéologie de l'islam révolutionnaire qui aura porté la révolution iranienne de 1979, ainsi que la promotion politique du martyr au cours de la guerre Iran-Irak. La sociologue Amélie M. Chelly appelle l'idéologisation moderne du phénomène religieux de martyre la "martyrophilie" (Istishhad). La martyrophilie est présentée comme une aspiration sacralisée à mourir pour l'État et non pour un élément traditionnellement religieux : "Par cette sacralisation d’une autre cause que celle de Dieu, on glisse du martyre originel à une martyrophilie, un amour du martyre érigé en nouvelle valeur sociale."
Est un chahîd, la personne décédée de mort accidentelle. C'est ce qu'illustre un hadîth rapporté par le sahabi Hurayara d'après lequel le Prophète a dit : « les martyrs sont au nombre de cinq : l'homme mort à la suite d'une maladie du ventre ; l’homme mort par la peste ; le noyé ; le mort sous des décombres et enfin celui qui est mort au service de Dieu »,.
Par exemple, le nom même des Brigades des martyrs d'Al-Aqsa (arabe: كتائب شهداء الأقصى [katā'ib šahdā' al-aqṣā]) branche armée du Fatah, montre toute l'ambiguïté du mot chahîd.

### Versets relatifs au chahid dans le Coran
Dans la 2e sourate du Coran, Al-Baqara, verset no 154: « Et ne dites pas de ceux qui sont tués dans le sentier d'Allah qu'ils sont morts. Au contraire ils sont vivants, mais vous en êtes inconscients ».
Dans la 3e sourate, La famille d'Imran, verset no 157 : « Et si vous êtes tués dans le sentier d'Allah ou si vous mourez, un pardon de la part d'Allah et une miséricorde valent mieux que ce qu'ils amassent ». Et dans le verset no 169: « Ne pense pas que ceux qui ont été tués dans le sentier d'Allah, soient morts. Au contraire, ils sont vivants, auprès de leur Seigneur, bien pourvus ».

## Martyrs célèbres
- Assia Bint Muzahim
- Oumm Waraka.
- Sumayyah bint Khayyat[18].
- Sept Dormants d'Éphèse[19],[20].

## Notions connexes

### Algérie

#### Chahid de la guerre d'indépendance
En Algérie, le mot chahid désigne couramment un « combattant algérien mort pour l'indépendance » du pays.
Abdelmalek Ramdane, tué le 4 novembre 1954 dans la forêt des Ouled Larbi sur la commune de Lapasset (auj. Sidi Lakhdar) près de Mostaganem, est considéré comme le premier chahîd (« martyr ») de la guerre d'indépendance,. Son nom a été donné à la commune de Ouillis où cent autres combattants sont morts le 22 décembre 1954.
Le commandant Adda Benaouda, dit Si Zeghloul, tué le 14 mars 1962 à la ferme Berakhrakh du douar Ouled Aïcha sur la commune d'El Hamri près de Relizane, est considéré comme le dernier chahîd (« martyr ») de la guerre d'indépendance.
Le Mémorial du martyr, monument aux morts érigé en 1982 à El Madania et surplombant Alger, commémore les chouhada (« martyrs ») de la guerre d'indépendance.
La journée nationale du Chahid est une fête nationale célébrée chaque année le 18 février depuis 1990.
Ya chahid al watan (Martyr de la patrie) est un chant patriotique algérien.

#### Chahid de la guerre civile
Le mot chahid désigne aussi assez couramment une « personne victime d'un assassinat terroriste pendant la guerre civile ».

### Tunisie
En Tunisie, Mohamed Bouazizi est considéré comme le chahid de la révolution de jasmin,.

### Turquie
Lors de la pandémie du Covid 19, le gouvernement turc a pris la décision d’honorer les personnels de santé morts du covid-19 en leur attribuant le statut de «martyr».

### Nom de Dieu
Dans l'islam, Ash-Shahīd (en arabe : الشَّهِيد, [le témoin]) est un des quatre-vingt dix-neuf plus beaux noms de Dieu.